# Uruguay en los Juegos Paralímpicos de Barcelona 1992
Uruguay estuvo representado en los Juegos Paralímpicos de Barcelona 1992 por dos deportistas masculinos. El equipo paralímpico uruguayo no obtuvo ninguna medalla en estos Juegos.